# Каселья, Педро
Пе́дро Касе́лья (исп. Pedro Casella; 31 октября 1898, Уругвай — 18 июня 1971) — уругвайский футболист, вратарь. Олимпийский чемпион 1924 года в качестве резервного игрока. Двукратный чемпион Южной Америки

## Биография
Педро Каселья в ранние годы выступал за команду «Бельграно» из Монтевидео, с которой добился выхода в Примеру Уругвая в 1918 году. В 1921 году Каселья был впервые вызван в сборную Уругвая и дебютировал за неё в первом матче своей команды против сборной Парагвая. Эрнесто Фиголи выставил на эту игру экспериментальный состав, за что новичок южноамериканских первенств наказал сильнейшую сборную континента, сенсационно обыграв уругвайцев 2:1. Фиголи поменял троих игроков в игре с Бразилией. Вместо Касельи вышел Мануэль Белоутас. Это помогло обыграть Бразилию 2:1, но во встрече с Аргентиной «Селесте» вновь уступила и закончила чемпионат лишь на третьем месте с 2 очками из 6 возможных.
В 1923 году Каселья был основным вратарём сборной. Уругвайцы одержали верх над всеми соперниками на домашнем чемпионате с общим счётом 6:1, а Каселья пропустил лишь один мяч от Бразилии (2:1).
На Олимпийские игры 1924 года Каселья поехал уже в качестве резервного вратаря. Все матчи в Париже в воротах сборной провёл Андрес Масали, который до того был дублёром Касельи. На тот момент Каселья представлял клуб «Универсаль», откуда перешёл в «Белья Висту» по приезде в Уругвай.
Ситуация с победой в качестве резервного вратаря повторилась несколько месяцев спустя — Каселья выиграл свой второй чемпионат Южной Америки, но на этот раз во всём том же Монтевидео он не провёл ни одного матча, пребывая в заявке сборной Уругвая.
Всего за сборную Уругвая Педро Каселья провёл 7 матчей, в которых пропустил 9 голов.
В 1927 году, когда «Рампла Хуниорс» в первый и последний раз в своей истории стала чемпионом Уругвая, Касельи уже не было в этой команде. О его дальнейшей биографии данных нет.

## Титулы
- Олимпийский чемпион по футболу: 1924
- Чемпион Южной Америки по футболу (2): 1923, 1924